# ملینا آیرس
ملینا آیرس (انگلیسی: Melina Ayres؛ زادهٔ ۱۳ آوریل ۱۹۹۹) بازیکن فوتبال اهل استرالیا است.
وی همچنین در تیم ملی فوتبال Australia U20 بازی کرده‌است.